# Sabrina – Verhext nochmal!
Sabrina – Verhext nochmal! (Originaltitel Sabrina: Secrets of a Teenage Witch) ist eine US-amerikanische computeranimierte Fernsehserie. Sie wurde von Pamela Hickey und Dennys McCoy entwickelt und am 1. Oktober 2012 von Hub Network erworben. Die Serie sollte ursprünglich im Sommer 2013 auf Hub Network starten, wurde dann aber verschoben und feierte am 12. Oktober 2013 ihre Premiere. Die Erstausstrahlung erfolgte vom 12. Oktober 2013 bis 7. Juni 2014. Die deutschsprachige Erstausstrahlung fand am 8. August 2014 als Preview auf dem Free-TV-Sender Disney Channel statt. Nach einer 26-teiligen ersten Staffel wurde die Serie von Hub Network abgesetzt.

## Handlung
Die Serie handelt von der 16-jährigen Sabrina Spellman, die ein großes Geheimnis hütet, denn sie ist halb Mensch, halb Hexe. Weil Sabrina als Halbhexe geboren wurde, führt sie ein Doppelleben; zum einen ist sie ein ganz normales Mädchen, das eine High School besucht, und zum anderen macht sie in der Hexenwelt eine Ausbildung zur Hexe. Sobald ihre beiden Welten kollidieren, ist Sabrina die einzige, die die Möglichkeit hat, ihre Feinde zu bekämpfen. Zudem versucht sie, ihre geheime Identität als Hexe vor allen Menschen um sie herum zu bewahren und beide Rollen unter einen Hut zu bringen, was sich aber mit der Zeit als nicht immer einfach herausstellen wird.

## Figuren
| Figur            | Originalsprecher    | Deutscher Sprecher |
| ---------------- | ------------------- | ------------------ |
| Sabrina Spellman | Ashley Tisdale      | Lydia Morgenstern  |
| Harvey Kinkle    | Matthew Erickson    | Michael Ernst      |
| Salem            | Ian James Corlett   | Klaus-Peter Grap   |
| Enchantra        | Kathleen Barr       | Heide Domanowski   |
| Shinji           | James Higuchi       | Ozan Ünal          |
| Jessie           | Erin Mathews        | Magdalena Turba    |
| Zelda Spellman   | Erin Mathews        | Sabine Arnhold     |
| Hilda Spellman   | Tabitha St. Germain | Denise Gorzelanny  |
| Jim              | David Kaye          | Dirk Stollberg     |
| Ambrose          | Andrew Francis      | Christian Zeiger   |
| Zanda            | Kathleen Barr       | Jodie Blank        |

Sabrina Spellman ist ein durchschnittliches 16-jähriges Mädchen mit einem großen Geheimnis – sie ist halb Mensch, halb Hexe. Als zukünftige Königin der Hexenwelt ist sie bei den meisten Bewohnern beliebt und kann schneller zaubern und auch Zaubertränke schneller herstellen als jede andere Hexe oder jeder Hexenmeister. Aber sie ist ein bisschen tollpatschig in der menschlichen Welt, wo Sabrina bei ihren Tanten Zelda und Hilda lebt. Sie versucht immer zu verhindern, dass jemand sie zaubern sieht.
Harvey Kinkle ist ein netter menschliche Teenager, aber ein ziemlicher Nerd. Er verkleidet sich zum Beispiel als Assistent eines Werwolfs, für verschiedene Filmpremieren. Harvey kann nicht besonders gut mit Mädchen umgehen und holt sich daher oft Ratschläge von seinem besten Freund Jim.
Salem ist ein ehemaliger Hexenmeister und wurde von Enchantra in eine Hauskatze verwandelt. Salem ist Enchantras geheimer Spion und Diener in der menschlichen Welt. Seine Mission ist es, Sabrinas Leben in der Menschenwelt so unglücklich zu machen, dass sie sich entscheidet, dauerhaft in der Hexenwelt zu leben. Wenn er dies getan hat, würde er wieder von Enchantra in einen Hexenmeister verwandelt werden. Das Problem ist, dass Salem beginnt, Sabrina zu mögen, auch wenn er nicht gerne eine Katze ist.
Jessie ist Sabrinas menschliche beste Freundin und der einzige Mensch, der weiß, dass Sabrina und ihre Tanten Hexen sind. Sie beschützt Sabrina und ist immer an ihrer Seite. Egal, wie schlimm es in der menschlichen Welt wird, weiß Sabrina, dass sie sich auf Jessie als eine wahre Freundin verlassen kann.
Enchantra ist eine böse Hexe aus der Hexenwelt, die plant, Sabrina den Thron wegzunehmen. Der schnellste Weg zu ihrem Ziel ist, dass Sabrina und ihr Sohn Shinji heiraten. Aber die beiden können sich nicht besonders gut leiden. Deshalb sucht sie immer nach einer Möglichkeit, die beiden zusammenzubringen, um Königin der übernatürlichen Welt zu werden.
Shinji ist Enchantras arroganter Teenager-Sohn und der einzige Zauberer, der mit Sabrina in Bezug auf Intelligenz und magisches Talent konkurrieren kann. Er kann Sabrina aber nicht leiden, was gegen die Pläne seiner Mutter ist. Er geht in dieselbe Klasse wie Sabrina und ihre Hexenfreundinnen.

## Ausstrahlung und internationale Fassungen
Die Serie sollte ursprünglich im Sommer 2013 auf Hub Network starten, wurde dann aber verschoben und feierte am 12. Oktober 2013 ihre Premiere. Die deutschsprachige Erstausstrahlung fand am 8. August 2014 als Preview auf dem Free-TV-Sender Disney Channel statt. Die reguläre Ausstrahlung erfolgte ab dem 11. August 2014. Die deutsche Synchronisation entstand unter der Dialogregie von Janina Richter durch die Synchronfirma SDI Media Germany GmbH in Berlin.
| Land/Region                    | Sender                                 | Premiere      | Titel                                     |
| ------------------------------ | -------------------------------------- | ------------- | ----------------------------------------- |
| Vereinigte Staaten             | Hub Network                            | 12. Okt. 2013 | Sabrina: Secrets of a Teenage Witch       |
| Frankreich                     | Disney Channel (Frankreich)            | 8. Jan. 2014  | Sabrina, l’apprentie sorcière             |
| Italien                        | Disney Channel (Italien)               | 23. Juni 2014 | Sabrina vita da strega                    |
| Polen                          | Disney Channel (Polen)                 | 6. Juli 2014  | Sabrina, sekrety nastoletniej czarownicy  |
| Tschechien Slowakei            | Disney Channel (Tschechische Republik) | 6. Juli 2014  | Sabrina: Tajemství mladé čarodejnice      |
| Ungarn                         | Disney Channel (Ungarn)                | 6. Juli 2014  | Sabrina, a tiniboszorkány                 |
| Rumänien                       | Disney Channel (Rumänien)              | 6. Juli 2014  | Sabrina: Secretul vrăjitoarei adolescente |
| Bulgarien                      | Disney Channel (Bulgarien)             | 6. Juli 2014  | Сабрина: Тайната на една вещица           |
| Deutschland Österreich Schweiz | Disney Channel (Deutschland)           | 8. Aug. 2014  | Sabrina – Verhext nochmal!                |

## Episodenliste
| Nr. (ges.) | Nr. (St.) | Deutscher Titel                    | Originaltitel                   | Erstausstrahlung USA | Deutschsprachige Erstausstrahlung (Disney Channel) |
| ---------- | --------- | ---------------------------------- | ------------------------------- | -------------------- | -------------------------------------------------- |
| 1          | 1         | Tanz mit dem Werwolf               | Dances with Werewolves          | 12. Okt. 2013        | 8. Aug. 2014                                       |
| 2          | 2         | Die Werwolfrosen                   | Scream It with Flowers          | 19. Okt. 2013        | 8. Aug. 2014                                       |
| 3          | 3         | Eisgiganten zum Tee                | Ice Giant for Tea               | 26. Okt. 2013        | 15. Aug. 2014                                      |
| 4          | 4         | Schock-Rock                        | Shock Rock                      | 2. Nov. 2013         | 13. Aug. 2014                                      |
| 5          | 5         | Keine Zeit                         | No Time                         | 9. Nov. 2013         | 14. Aug. 2014                                      |
| 6          | 6         | Dinner wider Willen                | Faking Up Is Hard to Do         | 16. Nov. 2013        | 18. Aug. 2014                                      |
| 7          | 7         | Hicks! Hicks! Bumm!                | Hic! Hic! Boom!                 | 23. Nov. 2013        | 19. Aug. 2014                                      |
| 8          | 8         | Beste Feindinnen                   | Best Friends Fighting           | 30. Nov. 2013        | 20. Aug. 2014                                      |
| 9          | 9         | Die Rückkehr des Werwolfs          | Return of the Werewolf          | 7. Dez. 2013         | 22. Aug. 2014                                      |
| 10         | 10        | Kreaturen und Höhlen               | Creatures and Caves             | 14. Dez. 2013        | 25. Aug. 2014                                      |
| 11         | 11        | Keine Spur von Sabrina             | See No Sabrina, Hear No Sabrina | 28. Dez. 2013        | 26. Aug. 2014                                      |
| 12         | 12        | Professor Huhn                     | Hurry Scurry                    | 4. Jan. 2014         | 28. Aug. 2014                                      |
| 13         | 13        | Freitag, der 13.                   | Ultra-Stitious                  | 11. Jan. 2014        | 1. Sep. 2014                                       |
| 14         | 14        | Prinzessin Hexenverprügler         | Sabrina the Troll Princess      | 15. März 2014        | 27. Aug. 2014                                      |
| 15         | 15        | Hexensitter                        | Baby-Witching                   | 22. März 2014        | 3. Sep. 2014                                       |
| 16         | 16        | Die Nachtbestie                    | Night Pests                     | 29. März 2014        | 29. Aug. 2014                                      |
| 17         | 17        | Die Lizenz zum Zaubern             | A Renewed Sense of Magic        | 5. Apr. 2014         | 11. Sep. 2014                                      |
| 18         | 18        | Super-Brina                        | Super-Brina                     | 12. Apr. 2014        | 8. Sep. 2014                                       |
| 19         | 19        | Frosch sei Dank!                   | Home Sweet Home                 | 19. Apr. 2014        | 5. Sep. 2014                                       |
| 20         | 20        | Salem, der Panther                 | Now You See It...               | 26. Apr. 2014        | 2. Sep. 2014                                       |
| 21         | 21        | Aus der Zauber                     | Magic No More                   | 3. Mai 2014          | 9. Sep. 2014                                       |
| 22         | 22        | Sabrinas neuer Besen               | What a Ride                     | 10. Mai 2014         | 4. Sep. 2014                                       |
| 23         | 23        | Wo ist Salem?                      | Who Let the Cat Out?            | 17. Mai 2014         | 10. Sep. 2014                                      |
| 24         | 24        | Die Reise der zehntausend Schritte | Chariots of Fear                | 24. Mai 2014         | 21. Aug. 2014                                      |
| 25         | 25        | Wünsche können gefährlich sein     | Careful What You Witch For      | 31. Mai 2014         | 12. Sep. 2014                                      |
| 26         | 26        | Spella                             | Spella!                         | 7. Juni 2014         | 15. Sep. 2014                                      |